# Jewgienij Frołow (bokser)
Jewgienij Wasiljewicz Frołow (ros. Евгений Васильевич Фролов, ur. 14 czerwca 1941 w Moskwie) – rosyjski bokser walczący w reprezentacji Związku Radzieckiego,  wicemistrz olimpijski z 1964.
Walczył w wadze lekkopółśredniej (do 63,5 kg). Zdobył w niej srebrny medal na igrzyskach olimpijskich w 1964 w Tokio, gdzie po wygraniu czterech walk (w tym z Habibem Galhią z Tunezji w półfinale) dotarł do finału, w którym przegrał z Jerzym Kulejem.
Odpadł w ćwierćfinale na mistrzostwach Europy w 1965 w Berlinie po porażce z Jerzym Kulejem.
Startował na igrzyskach olimpijskich w 1968 w Meksyku, gdzie po wygraniu dwóch walk odpadł w ćwierćfinale po przegranej z późniejszym wicemistrzem Enrique Regüeiferosem z Kuby.
Jewgienij Frołow był sześć razy mistrzem ZSRR w wadze lekkopółśredniej: w 1963, 1965, 1966, 1967, 1968 i 1969, a także wicemistrzem w 1964 i brązowym medalistą w 1961.
Nie jest spokrewniony z Walerijem Frołowem, który walczył w tej samej wadze i był mistrzem Europy w 1967 i 1969.